# Eumichtis johanna
Eumichtis johanna är en fjärilsart som beskrevs av Otto Staudinger 1897. Eumichtis johanna ingår i släktet Eumichtis och familjen nattflyn. Inga underarter finns listade i Catalogue of Life.